# Vrani Kon, Tărgoviște
Vrani Kon (în bulgară Врани Кон) este un sat în comuna Omurtag, regiunea Tărgoviște,  Bulgaria. 

## Demografie
Componența etnică a satului Vrani Kon
     Turci (79,44%)
     Bulgari (1,81%)
     Nicio identificare (18,74%)
     Altele (0%)
La recensământul din 2011, populația satului Vrani Kon era de 715 locuitori. Din punct de vedere etnic, majoritatea locuitorilor (79,44%) erau turci, cu o minoritate de bulgari (1,81%). Pentru 18,74% din locuitori nu este cunoscută apartenența etnică.